# 스타니슬라프 쿨린첸코
스타니슬라프 블라디미로비치 쿨린첸코(러시아어: Станисла́в Влади́мирович Кулинченко, 1971년 4월 19일~)는 러시아의 전직 핸드볼 선수로 포지션은 센터백이다. 2000년 하계 올림픽 당시 러시아 대표팀의 일원으로 금메달을 획득했다.